# Marilyn Corson
Marilyn Dawson Corson, później  Whitney (ur. 6 czerwca 1950 w Parry Sound) – kanadyjska pływaczka. Brązowa medalistka olimpijska z Meksyku.
Zawody w 1968 były jej pierwszymi igrzyskami olimpijskimi, cztery lata później startowała w Monachium. W 1968 po medal sięgnęła w sztafecie kraulowej. Oprócz niej tworzyły ją także Angela Coughlan, Marion Lay oraz Elaine Tanner. Była medalistką igrzysk panamerykańskich w 1967.